# Pairatahi (fleuve)

Le fleuve  Pairatahi (en anglais : Pairatahi River) est un cours d’eau de la région du Northland dans l‘Île du Nord de la Nouvelle-Zélande.

## Géographie
Il s’écoule principalement vers le nord et atteint mouillage de Rangaunu Harbour (en) au nord-est de la ville d’Awanui.
(en) Land Information New Zealand, « détail emplacement: Pairatahi (fleuve) », sur New Zealand Gazetteer